# Кенозерский национальный парк
Кенозерский национальный парк — национальный парк в Архангельской области. Находится под управлением федерального государственного бюджетного учреждения Национальный парк «Кенозерский».
В 2004 году Кенозерский национальный парк получил статус биосферного заповедника и был включён в Список биосферных резерватов ЮНЕСКО. Парк получил статус культурного объекта Всемирного наследия ЮНЕСКО под названием «Культурный ландшафт Кенозерья» на сессии 2024 года.
Парк известен эталонной многогранной системой исторической среды обитания человека, сохранившей природу и культуру русского севера. На территории парка сохранились природные комплексы, памятники культуры, архитектуры, живописи и иконописи, археологии. 

## История парка
Кенозерский национальный парк образован по инициативе Елены Шатковской постановлением Правительства РСФСР № 84 от 28 декабря 1991 года на площади в 139 663 га. В 1999 году парку был присвоен статус ключевой орнитологической территории международного значения. 
Первому директору национального парка «Кенозерский», Елене Шатковской, указом Президента Российской Федерации от 10 июня 2019 года № 235 «О присуждении Государственных премий Российской Федерации в области литературы и искусства 2018 года» за вклад в сохранение историко-культурного и природного наследия России присуждена Государственная премия Российской Федерации.

## География
Парк расположился в юго-западной части Архангельской области на стыке Плесецкого и Каргопольского районов Архангельской области. Его западная граница проходит по границе с Республикой Карелия. По конфигурации территория национального парка — вытянутый в меридиональном направлении многоугольник, протянувшийся с юга на север на 72 км и с запада на восток на 27 км. 

## Особенности парка
Основным объектом охраны парка являются исконно русские жизненный уклад, культура и традиции.

### Экосистемы
Парком охраняются священные рощи — древнейшие формы заповедности на территории страны.
- Фрагменты коренных хвойных среднетаёжных лесов, не изменённых традиционной хозяйственной деятельностью — около 5 тыс. га
- Участки лесоболотных комплексов — 7,3 тыс. га

### Архитектура
На протяжении XIV–XVII веков на территории парка были созданы многочисленные православные мужские обители, в числе которых можно назвать Кирилло-Челмогорский монастырь, Кенскую Пахомиеву пустынь и Макарьевский монастырь. На балансе парка находятся Порженский погост и другие памятники архитектуры, в том числе церкви и колокольни, деревянные часовни, водяные мельницы и  поклонные кресты. В парке широко представлены расписные «небеса», типичные только на русском севере. Небесами называется расписанное подвесное потолочное перекрытие с изображением Христа в центральном кольце и с иконами на составных досках-секторах.

### Археология и этнография
На территории Кенозерского парка выявлены памятники эпохи неолита Медвежий остров и Косицыно, относящиеся к каргопольской археологической культуре (2-я половина 4 тыс. до н. э.). У посёлка Усть-Поча найден наконечник дротика или небольшого копья эпохи неолита, датируемый периодом 4—3 тыс. лет до нашей эры.
У парка имеется существенный музейный фонд из 8 600 образцов материальной и духовной культуры коренного населения. Основой собрания являются хозяйственная утварь, одежда, орудия ремёсел и промыслов, элементы интерьера жилища, атрибуты обрядов и верований, и т.д.  Каждый год к собранию добавляется около 300 предметов, в основном датирумых XIX—началом XX века.

### Геологические феномены
- Озовая гряда (Масельга) — фрагмент водораздела Ледовитого и Атлантического океанов
- Кенозёрская впадина — древнейший разлом земной коры (более 600 млн лет), с глубинами свыше 100 м
- Каньон реки Порженки в древних меловых отложениях, с разницей высот до 120 м
- Озёрно-канальная система с древними волоками

## Погодно-климатические условия
Климат района умеренно континентальный. Абсолютный минимум −47 °C, абсолютный максимум +34 °C. Устойчивый снежный покров держится 160 дней. Безморозный период 105—110 дней. Среднегодовое количество осадков − 500 мм.

## Природа

### Флора
Со всех сторон Кенозерский национальный парк окружают леса. Территория парка на три четверти покрыта лесной таёжной растительностью, остальную территорию занимают болотные массивы, луга, озёра (Кенозеро, Лекшмозеро и др.). За тысячи лет эволюции и смен климатических эпох на этой территории сформировались смешанные сосново-еловые леса с возрастом деревьев не более 120 лет, занимающие площадь около 106 тысяч га или 76 % территории национального парка. Относительная молодость лесов связана с довольно активным применением в прошлом подсечно-огневого земледелия, кардинально изменившим их возрастную и породную структуру. Тем не менее, на территории сохранились фрагменты коренных лесов (около 5 тысяч га), практически не затронутых хозяйственной деятельностью. Они занимают низинные, заболоченные участки и представлены ельниками долгомошными и сосняками сфагновыми. Хотя они и не представляют всего спектра типов коренных лесов, их можно рассматривать как рефугиумы естественного биологического разнообразия девственных таёжных лесо-болотных комплексов, исчезнувших в регионе ещё в далёком прошлом.
Болота — бескрайние моховые поля с вкраплениями небольших озёр — ламбушек. Болотные массивы (7,3 тыс. га) парка представлены практически всеми типами. Они различны по характеру водного питания, и соответственно по разнообразию населяющих их видов растений и животных. Обильны здесь ягоды — морошка, клюква, брусника, черника, голубика и водяника.
Флора Кенозерья имеет специфический облик средней тайги, её особенность — присутствие западно-сибирских и европейских видов. Всего на территории парка отмечено произрастание более 600 видов высших сосудистых растений из 77 семейств, из которых 53 относятся к категории редких и исчезающих. Наибольшее количество видов приходится на семейства сложноцветные, злаки, осоковые, розоцветные и норичниковые. Из растений, помещённых в Красную книгу Международного союза охраны природы, встречается башмачок настоящий, а в Красную книгу РФ — башмачок настоящий, полушник тончайший, полушник озёрный и пальчатокоренник Траунштейнера.

### Фауна
Расположение парка у северной границы среднетаёжной подзоны, разнообразие ландшафтов наряду с историческими особенностями формирования природных комплексов определяют смешанный состав фауны. 
 На территории парка обитают как типичные среднетаёжные виды (в частности, рыжая полёвка, лесная мышовка, белка, заяц-беляк, медведь, лось, рябчик, глухарь), так и виды, более характерные для широколиственно-лесной и даже степной природных зон (мышь-малютка, обыкновенная полёвка, перепел, серая куропатка, коростель, пустельга), а также животные северной тайги и тундры (лесной лемминг, красная полёвка, росомаха, белая куропатка и др.). До 40 % видов обитают у северной или южной границ своего ареала. На территории Парка зарегистрировано 263 вида птиц, 50 видов млекопитающих, 5 видов земноводных и 4 вида рептилий. Для ихтиофауны водоёмов Парка также характерен смешанный состав. Здесь обитают 28 видов рыб из 7 отрядов, в том числе лещ, сиг, европейская ряпушка, налим, окунь, язь, обыкновенная щука, ёрш. В озере Кенозеро обитают два вида миног. Из видов животных, занесённых в Красную Книгу Международного союза охраны природы, на территории парка встречаются орлан-белохвост, сапсан, обыкновенная жемчужница и панцирный бокоплав. Одиннадцать видов животных занесёны в Красную книгу России, в том числе белоклювая гагара, гусь-пискулька, беркут и кречет.